# Varestrongylus alcis
Varestrongylus alcis är en rundmaskart. Varestrongylus alcis ingår i släktet Varestrongylus, och familjen Protostrongylidae. Arten är reproducerande i Sverige.